# René Verheezen
René Verheezen (Mortsel, 13 juli 1946 - Amsterdam, 16 oktober 1987) was een Vlaams toneelauteur, acteur en regisseur.
Hij studeerde drama aan het Koninklijk Conservatorium Antwerpen.
Verheezen's eerste scenario werd geschreven voor het Koninklijk Jeugdtheater. In 1974 vertolkten zij zijn Hoera Doornroosje. In 1976 volgde voor het Reizend Volkstheater Onder ons, hij was in die periode ook als acteur bij dat gezelschap actief. Voor het NVT werkt hij De gek en De overtocht uit. Zijn laatste werk uit 1985 was De Caraïbische Zee. Zijn werk was gekenmerkt door heldere en toegankelijke dialogen, en riep ontroering op die niet verviel in sentimentaliteit. Meerdere van zijn stukken werden ook geregisseerd en gecapteerd als televisiefilms. Hij bewerkte ook ander werk tot televisiefilms zoals de novelle Klinkaart van Piet Van Aken die in 1984 werd uitgezonden, in regie van Patrick Lebon en met onder andere Mieke Bouve, Ludo Busschots, Walter Cornelis, Lea Couzin, Jo De Meyere, Ugo Prinsen en Max Schnur. Of Zonderlinge zielen van Marga Neirynck dat hij bewerkte en pas na zijn overlijden in 1988 uitkwam in regie van Jean-Pierre De Decker met Josse De Pauw, Els Olaerts en Dora van der Groen.
In 1985 was hij de laureaat van de Prijs van de Vlaamse Gemeenschap voor toneelliteratuur voor zijn stuk De Overtocht.
In 1986 was hij de Vlaamse laureaat van de toen tweejaarlijkse Nederlandse Edmond Hustinxprijs voor toneelschrijvers.
- Digitale Bibliotheek voor de Nederlandse Letteren: verh023
- Gemeinsame Normdatei: 1182041434
- International Standard Name Identifier: 0000 0000 2624 2279
- Library of Congress Control Number: n82155684
- Nederlandse Thesaurus van Auteursnamen: 074784315
- Virtual International Authority File: 16125521
- WorldCat: E39PBJB4dq7ycqR6JMf7J7fg8C